# Dante Quinterno
Dante Quinterno   (Buenos Aires, 26 d'octubre de 1909 - Buenos Aires, 14 de maig de 2003) va ser un guionista i dibuixant de còmics, empresari editorial i productor agropecuari argentí. Va ser el productor i director del primer dibuix animat en colors de l'Argentina «Upa en apuros» el 1942, i es va fer cèlebre per la creació dels personatges Patoruzú, Isidoro Cañones, Patoruzito, Don Fierro i Pepín Cascarón.

## Biografia
Dante Raúl Quinterno, va ser fill de Martín Quinterno i de Laura Raffo. El seu avi patern Pedro Quinterno procedia del Piemont, Itàlia (a Argentina es dedicava a la producció agropecuària, i al cultiu i comercialització de fruiteres).

## Carrera
En 1924 va començar a enviar els seus dibuixos a diversos diaris portenys i el 1925 va publicar la seva primera tira, Panitruco, a El Suplemento. Més endavant van arribar Andanzas y desventuras de Manolo Quaranta (1926); Don Fermín (després anomenada Don Fierro, 1926), i Un porteño optimista (després Las aventuras de Don Gil Contento, 1927), per a diferents diaris. En l'última sèrie esmentada, el 1928, hi va donar a conèixer el seu personatge Curugua-Curuguagüigua, qui després va ser rebatejat com Patoruzú. Juntament amb Patoruzú van aparèixer personatges com Isidoro Cañones, qui després també tindria la seva pròpia publicació independent.
El 1936, la revista Patoruzú va aparèixer com una publicació independent, que als seus millors moments arribaria a vendre 300.000 exemplars setmanals. Aquell mateix any, l'autor va fundar l'Editorial Dante Quinterno S.A. on comencen reeixides publicacions: Patoruzú (des de 1936), Patoruzito (des de 1945), en la qual van col·laborar Eduardo Ferro, José Luis Salinas i Alberto Breccia entre altres figures; Andanzas de Patoruzú (des de 1956), Correrías de Patoruzito (des de 1958), Pepín Cascarón (des de 1960), Locuras de Isidoro (des de 1968), Patoruzito Escolar (des de 1971) i els recordats «Libros de Oro de Patoruzú» (anuals).
Quinterno va fundar també a través del seu Editorial la revista «Dinàmica Rural» una de les publicacions més importants i reeixides de la indústria Agrícola-Ramadera per al mercat Argentí.
Durant la dècada de 1930 Quinterno va viatjar als Estats Units per estudiar producció de dibuixos animats (amb els germans Max i Dave Fleischer, creadors de Betty Boop i Popeye). Allí va prendre contacte també amb Walt Disney en els seus estudis, on van fer una amistat que continuaria a través dels anys. Quan va tornar a l'Argentina, Quinterno va iniciar també la seva carrera com a animador, i el 20 de novembre de 1942 va estrenar al cinema Ambassador l'extraordinari curtmetratge de 15 minuts de durada, Upa en apuros, que va ser el primer dibuix animat realitzat en color a l'Argentina i a la regió, rebent també nombrosos reconeixements de l'associació de cronistes cinematogràfics de l'Argentina i d'altres entitats. El projecte va néixer com un llargmetratge, però la falta de material verge color ocasionada per la Segona Guerra Mundial va limitar el metratge final. Entre 1941 i 1948 es va publicar de forma ininterrompuda la tira del personatge Patoruzú en versió anglesa al diari «PM» de Nova York, i el 1946 també va sortir la publicació de la revista titulada; «The adventures of Patoruzú». Tornaria al país en 1951, on romandria fins a 1955. Des de llavors només viatjaria al país esporàdicament.
Com a editor, Quinterno va ser a més un dels fundadors de l'Associación Argentina de Editores de Revistas.
Durant la seva vida va ser premiat pel Arquebisbat de Buenos Aires, l'Associación de Cronistas Cinematogràficos de la Argentina, la Cambra de Diputats Argentina, Legislatura de la Ciudad de Buenos Aires, i l'Associación Argentina de Editores de Revistas.
A partir dels anys 90 es va distanciar del món del còmic, dedicat a altres activitats empresarials, però continuant de forma ininterrompuda amb la publicació de les seves historietes i personatges a través de la seva editorial.
El 5 de novembre de 2018 el Senat de l'Argentina va lliurar la Mención de Honor Senador Domingo F. Sarment a Dante R. Quinterno a títol pòstum, per la seva trajectòria artística i la seva aportació a la cultura Nacional.

## Vida personal
Dante Quinterno es va casar en 1938 amb Rosa Schiaffino, amb qui va tenir tres fills: Dante, Walter i Mónica.
Va morir a Buenos Aires el 14 de maig de 2003, i va ser sepultat en el Cementiri de la Recoleta.

## Llegat
L'any 2009, el Museo del Dibuix i la Ilustración de Buenos Aires, va organitzar dues mostres: "Patoruzú: una revista, una època" en el Museo de Artes Plásticas Eduardo Sívori i "Revista Patoruzú, una bisagra cultural" a la Fira Internacional del Llibre de Buenos Aires, on es va fer un merescut homenatge a les grans creacions de Dante Quinterno. Aquestes mostres van ser adaptades per realitzar-les de manera itinerant per tot el país.